# Vĩnh Thái, Phúc Châu
Vĩnh Thái  (tiếng Trung: 永泰县, Hán Việt: Vĩnh Thái huyện) là một huyện thuộc thành phố Phúc Châu, tỉnh Phúc Kiến, Trung Quốc. Huyện có diện tích 2229 km², dân số 281,216 người (2020), mã số bưu chính 350700, huyện lỵ ở trấn Chương Thành. Huyện Vĩnh Thái có 9 trấn và 12 hương.